# Max Fleischer
Max Fleischer, nato Majer Fleischer (Cracovia, 19 luglio 1883 – Woodland Hills, 11 settembre 1972), è stato un animatore e produttore cinematografico polacco naturalizzato statunitense, pioniere nel campo della cinematografia di animazione.
Considerato uno dei più influenti autori di cartoni animati, fu il responsabile di importanti innovazioni tecnologiche nel campo dell'animazione, come il rotoscopio. Fu inoltre il produttore del primo cartone animato con sonoro sincronizzato della storia e il primo a combinare disegni animati con riprese di scene reali.
Fra i personaggi da lui portati sullo schermo sono da citare Betty Boop, Koko il Clown, Popeye, Gabby e Superman.
Inoltre ha prodotto due film di animazione dal titolo I viaggi di Gulliver e Hoppity va in città.

## Biografia

### Gli inizi
Secondo di sei figli, Fleischer nacque a Cracovia, all'epoca sita nella provincia austroungarica della Galizia ed oggi in Polonia, da una famiglia ebraica di lingua tedesca. Emigrò con i genitori negli Stati Uniti nel 1887 per stabilirsi a New York, dove frequentò le scuole pubbliche, crescendo fra Brownsville e Brooklyn, frequentò le scuole serali e, ancor giovanissimo, lavorò come fattorino e divenne disegnatore quasi per caso grazie all'incontro con John Randolph Bray. Sposò la compagna d'infanzia Ethel Gold nel dicembre del 1905 ed accettò un incarico come disegnatore per i cataloghi di una compagnia di Boston. Tornato a New York, intorno al 1912 divenne direttore artistico per la rivista Popular Science.

### Il rotoscopio
Fleischer sviluppò l'idea di semplificare il processo di animazione ricalcando fotogrammi di film. Il suo brevetto del Rotoscopio fu depositato nel 1915 ma Max Fleischer ed il fratello Dave avevano già utilizzato questa tecnica dal 1914 per poi impiegarla massicciamente per realizzare la serie " Out of the Inkwell " che ebbe come protagonisti  Koko il Clown  e Fitz il cane.

### I Fleischer Studios
Fleischer produsse gli Inkwell per la Bray Studios fino a quando, nel 1921, fondò col fratello Dave i Fleischer Studios (denominati inizialmente Out of the Inkwell Films) per produrre cartoni animati e cortometraggi. Max aveva il ruolo di produttore e Koko e Fitz, furono ancora stelle della Inkwell series, rinominata Inkwell Imps nel 1927
Successivamente Fleischer inventò la tecnica "bouncing ball" per la serie di corti Ko-Ko Song Car-Tune; nel 1925 aggiunse il suono sincronizzato utilizzando il sistema Phonofilm sound-on-film sviluppato da Lee De Forest nel suo cortometraggio animato My Old Kentucky Home e questo tipo di sonorizzazione sarebbe stata usata fino al 1927, alla vigilia dell'avvento del sonoro. Tutto ciò avvenne prima della realizzazione di Steamboat Willie (1928), cartone animato di Walt Disney citato spesso, erroneamente, come il primo cartoon con commento sonoro sincronizzato all'animazione.
Nel 1923, Fleischer realizzò due filmati di venti minuti ciascuno dedicati alla spiegazione della Teoria della Relatività di Albert Einstein ed alla Teoria dell'Evoluzione di Charles Darwin. Entrambi i film utilizzavano una combinazione di effetti speciali in animazione e riprese di scene reali.
All'inizio dell'era del sonoro, Fleischer produsse molti film d'animazione tecnicamente avanzati e dall'indubbia valenza artistica, alcuni di questi avevano colonne sonore eseguite dal vivo o immagini, trattate col rotoscopio, di leader di jazz band quali Cab Calloway, Louis Armstrong e Don Redman.
L'impiego di jazzisti di colore fu rimarcato in un momento in cui, nel mondo dello spettacolo, la gente di colore veniva spesso denigrata o stereotipata.

### Il successo
Nel 1928, mentre gli studi cinematografici affrontavano la transizione al sonoro, Fleischer fece rivivere i Song Car-Tunes come Screen Songs pubblicati nel 1929 per la Paramount. Nel periodo della crisi del '29, Disney raggiungeva il successo grazie a Mickey Mouse ed alla serie delle Sinfonie allegre. La serie Inkwell Imps fu sostituita dalla Talkartoons, Fitz fu rinominato Bimbo e divenne star della serie a cominciare dal cartoon "Hot Dog".
Nell'agosto del 1930, fece la sua prima apparizione un personaggio che diventerà - in breve - la star più importante per Fleischer: Betty Boop al punto di far cambiare il nome della serie Talkartoon in Betty Boop. Fleischer divenne, di fatto, l'unico concorrente di Disney e Betty si guadagnò la fama di "regina dei cartoni animati". Anche se in alcuni tratti i cartoon di Disney potevano essere accomunati a quelli dei Fleischer, questi ultimi si distinguevano per la vena surreale, l'umorismo anche crudele, e la sensualità che li rendevano più adatti per un pubblico maturo.
Il successo commercialmente più significativo per Fleischer venne, però, dai diritti d'autore sul personaggio di Popeye (Braccio di Ferro) che esordì nel 1933 in un corto di Betty Boop. Il successo del personaggio fu immediato al punto da metterlo in concorrenza con lo stesso Mickey Mouse.
I Fleischer's studio erano una major supportata dalla Paramount; la crisi economica indusse la casa madre a ridurre i budget per evitare la bancarotta frenando i progetti di Fleischer. Quando la tecnica a tre colori Technicolor fu approntata, la Paramount non la utilizzò per questioni di bilancio lasciando a Disney l'opportunità di usufruirne in esclusiva per quattro anni e rendendolo leader incontrastato dell'animazione a colori. Due anni dopo la Paramount consentì a Fleischer la possibilità di utilizzare il colore ma utilizzando processi a due colori come il Cinecolor (rosso e blu) ed il Technicolor bicolore (rosso e verde). Solo nel 1934, con la nuova serie Color Classics, supportata da una tecnica atta a rendere un effetto di tridimensionalità, Fleischer poté competere con le Sinfonie allegre di Disney e tale tecnica fu impiegata soprattutto nei cartoni di lunga durata come Popeye the Sailor Meets Sindbad the Sailor del 1936 e Popeye the Sailor Meets Ali Baba's Forty Thieves del 1937.
La popolarità di Betty Boop fu irreparabilmente danneggiata dalle leggi (Codice Hays) che, nel 1934 imposero un cambiamento radicale del personaggio, costretto così ad indossare abiti meno sensuali; mentre la produzione di cartoni animati diventava più raffinata e con storie ben strutturate, i contenuti diventavano più leggeri, in linea con le direttive della Paramount. Betty si trasformò da flapper a ragazza in carriera dal carattere burbero facendole perdere gran parte del fascino che ne aveva decretato il successo.
Nel 1937 un lungo sciopero fermò i Fleischer's studios per cinque mesi fermando di fatto, la produzione per tutto l'anno e nel marzo del 1938 gli studi si trasferirono da New York a Miami.
Intanto la Paramount propose a Dave Fleischer di trasporre il fumetto di Superman in cartoni animati e, nonostante gli alti costi, Superman divenne il miglior prodotto dei Fleischer's studio, perlomeno per quanto concerne gli ultimi anni di attività. I rapporti fra Max e Dave si stavano però deteriorando sia per motivi personali sia per motivi professionali.
Sull'onda del successo di Biancaneve e i sette nani di Disney, la Paramount accettò la proposta di Fleischer di produrre lungometraggi di animazione chiedendo che ne fosse realizzato uno da pubblicare per il Natale del 1939; a tale scopo Flescher ottenne un prestito decennale dalla Paramount. Il film I Viaggi di Gulliver del 1939 non riscosse un gran successo e gli incassi non coprirono le spese; gli eventi bellici, inoltre, tolsero agli Studios i proventi derivanti dal mercato europeo. Il colpo di grazia per i Fleischer's studios arrivò quando gli Stati Uniti entrarono in guerra, il secondo cortometraggio, Mr. Bug Goes to Town (1941) fu presentato al pubblico due giorni prima dell'attacco giapponese a Pearl Harbor. Il 24 maggio del 1941 impose un cambio di gestione della Fleischer's studio, Max Fleischer rimaneva - almeno nominalmente - in carica ma i dissidi con Dave divennero sempre più aspri e questi si trasferì alla Columbia nell'aprile del 1942 dando alla Paramount giusti motivi per prendere il controllo degli studi, rinominati Famous Studios e trasferiti nuovamente a New York.
Malgrado i pessimi risultati ottenuti con i lungometraggi, la serie di Superman ottenne grande successo e può essere considerata come l'ultimo trionfo di Fleischer e dei suoi studi. Successivamente Fleischer divenne capo del dipartimento per l'animazione della Industrial Film Company gestita da Jam Handy e partecipò alla produzione di film didattici per l'esercito e la marina. Successivamente ebbe la supervisione per il film Rudolph the Red Nosed Reindeer (1948) per poi lasciare Handy nel 1954 per tornare ai Bray Studios di New York.
Nel 1958 Fleischer, in società con il suo ex animatore Hal Seeger riesumò la Inkwell Films per produrre cento nuovi Out of the Inkwell a colori e destinati alla televisione trovando successivamente un nuovo alleato proprio nel suo vecchio rivale, Walt Disney.

### La morte
L'11 settembre del 1972, Max Fleischer si spense all'età di ottantanove anni a Woodland Hills. Fu artista, scrittore, ed inventore; a lui si devono almeno venti brevetti legati alla produzione cinematografica.

## Personaggi celebri
Max Fleischer portò su schermo alcuni dei più importanti e celebri personaggi della storia dell'animazione, divenute vere e proprie icone popolari. Il caso più celebre è sicuramente Betty Boop. Alcuni personaggi vennero creati direttamente da Fleischer, come Koko il Clown o il cagnolino Bimbo (personaggio), altri invece furono da lui portati su schermo per la prima volta, come Braccio di Ferro o Superman.

### Betty Boop
Il personaggio più celebre creato da Fleischer, divenuto vera e propria icona culturale e popolare, nonché autentico sex simbol dell'animazione cinematografica.
Betty Boop venne creata nel 1930 nel cartone animato Dizzy Dishes, dove appare sotto forma di barboncina antropomorfa, ancora lontana dal design definitivo di provocante donna umana; design che ottenne nel 1932 nel cortometraggio Bamboo Isle. Il personaggio di Betty si ispirava alle flapper, ovvero alle ragazze alla moda nel periodo del jazz, mascoline e provocanti, dalla forte carica erotica.
Betty è solita vestire con un vestitino nero che le scopre le spalle e una giarrettiera, e porta un tipico taglio di capelli tanto alla moda all'epoca. Per il design del personaggio, Fleischer si ispirò principalmente a due attrici molto famose all'epoca: Clara Bow e Helen Kane. Di Betty Boop divennero molto celebri le espressioni del parlato e il modo di cantare.
Il personaggio riscosse non solo consensi ma anche molte critiche, e fece scandalo in un periodo nel quale l'animazione era esclusivamente rivolta ad un pubblico infantile, o comunque prevedeva l'inserimento di personaggi positivi e innocenti. Per questo motivo, dopo molte polemiche, il personaggio fu costretto a cambiare e, dalla conturbante donnina sprizzante erotismo da ogni poro, divenire una casalinga vestita in modo casto. Questo portò all'insuccesso del personaggio e al suo abbandono, da parte degli autori, nel 1939.

### Koko il Clown
Koko il Clown è un altro celebre personaggio creato da Max Fleischer. Venne inizialmente pensato come cavia animata per testare la tecnica del rotoscopio. Max fece travestire suo fratello Dave Fleischer da clown e lo fotografò, animandolo successivamente al rotoscopio, generando così il personaggio.
Koko il Clown fu successivamente utilizzato come protagonista della serie di corti animati Out of the Inkwell, che venne prodotta dal 1918 al 1929, ed ottenne un grande successo di pubblico. Inizialmente il personaggio, non ancora definitivo, non aveva nome proprio, se non un generico "Clown" e successivamente "Fleischer's Clown". Nel 1923 ottenne nome e look definitivi, e l'anno dopo, divenne protagonista di una nuova serie: Song Car-tunes. I Song Car-tunes furono un grande successo, grazie anche all'innovazione importante che apportarono al mondo dell'animazione: il sonoro sincronizzato.
Il 1931 vide il personaggio del clown tornare alla ribalta, grazie alla serie dei Talkartoons, nella quale appariva al fianco della nuova eroina dei Fleischer Studios: Betty Boop. Nel 1934 apparve per l'ultima volta in un Talkartoons dal titolo "Ha! Ha! Ha!", e scomparve per anni dagli schermi, ritornando solo nel 1949 in un piccolo cameo nel cartone "Toys Will Be Toys" e, anni più tardi, nella serie remake per la televisione di Out of the Inkwell e, a fine anni '80, nel film Chi ha incastrato Roger Rabbit. Al personaggio prestò la voce il cantante jazz Cab Calloway, in alcuni dei più celebri cortometraggi dei Fleischer Studios, come ad esempio Snow-White e Minnie the Moocher.

### Bimbo
Bimbo apparve per la prima volta con il nome di "Fitz the Dog" nella serie Out of the Inkwell. Inizialmente presentava un design differente da quello definitivo: appariva infatti completamente bianco con un grosso nasone nero.
Ripristinato per la serie dei Talkartoons, ne divenne una delle star principali, accompagnando Betty Boop in più occasioni, e divenendone spalla principale (spesso assieme a Koko il Clown). In questo periodo ottenne anche il look definitivo, ispirato alla moda dell'epoca (lanciata da personaggi di successo come Oswald the Lucky Rabbit o Topolino), con il volto bianco e il resto del corpo, testa compresa, nero. Il declino di un'icona come Betty Boop, verso la seconda metà degli anni '30, vide lentamente scomparire anche questo personaggio.

### Braccio di Ferro
Creato da Elzie Crisler Segar nelle strisce a fumetti del King Features Syndicate dal nome Thimble Theatre del 1929, fu trasposto su schermo per la prima volta dai Fleischer Studios nel 1933, in una serie di cortometraggi animati che lo videro protagonista.
Grazie alla serie di Fleischer, divenne popolarissimo e, in generale, viene ricordato come uno dei personaggi dell'animazione di quel periodo, di maggior successo mondiale. Il primo episodio della serie, Il marinaio Braccio di Ferro, uscì per la serie di corti con protagonista Betty Boop, che infatti appare nel corso dell'episodio, mentre danza davanti a un pubblico, in abiti succinti. Mentre il personaggio di Betty Boop andava incontro all'inesorabile declino, per colpa dello scandalo che suscitava e all'applicazione del codice Hays, il personaggio di Braccio di Ferro diveniva sempre più popolare, tanto da diventare la star per eccellenza dei Fleischer Studios nel 1936.

### Superman
Fleischer e i suoi studi, furono i primi a trasporre il personaggio di Superman, creato da Joe Shuster e Jerry Siegel nel 1938, in una serie animata, conosciuta con il nome di "Fleischer Superman cartoons", in una serie di 17 cortometraggi animati, prodotti tra il 1941 e il 1943.

### Gabby
Gabby apparve per la prima volta nel film I viaggi di Gulliver nel 1939. Nonostante il film non ebbe successo, Gabby è stato l'unico personaggio più favorito e apprezzato dal pubblico, per questo gli avevano dedicato a una serie di cartoni animati in 8 cortometraggi dal 1940 al 1941.